# Zhangjiajie
 Zhangjiajie (en chino, 张家界; pinyin, Zhāngjiājiè (escuchar)ⓘ) es una ciudad-prefectura en la provincia de Hunan, República Popular China.  Limita al norte con la provincia de Hubei, al sur con Huaihua, al oeste con Hengyang y al este con Changde. Su área es de  9533 km² y su población total para 2018 superó el 1,5 millón de  habitantes. 
La ciudad cuenta con un parque nacional forestal, el primero establecido en China. En octubre de 1988, una zona de Zhangjiájie fue incluida por el Consejo de Estado entre las zonas turísticas nacionales y en diciembre de 1992 entró a formar parte del Patrimonio Natural Mundial.

## Administración
La ciudad-prefectura de Zhangjiajie se organiza en 4 localidades que se administran en 2 distritos urbanos y 2 condados rurales.
- Distrito Yongding  (永定区)
- Distrito Wulingyuan (武陵源区)
- Condado Cili  (慈利县)
- Condado Sangzhi (桑植县)

## Toponimia
El topónimo Zhangjiajie  [/zhang-chía-chié/] se compone de los sinogramas Zhang (apellido), Jia (familia) y Jie (demarcación), dando como resultado "la demarcación de la familia Zhang". 
Se ha informado que el nombre vendría de la frase; "Abrir la puerta de la familia para dar la bienvenida al mundo" (张开家门引进世界 Zhāng kāi jiāmén yǐnjìn shìjiè), pero este explicación no es aceptada  localmente ni su traducción directa. 
La versión oficial dice; Durante la dinastía Ming (1488-1506), la corte reconoció la gran contribución de Zhang Wancong a la defensa y le otorgó como feudo las tierras de montaña y de bosque en la zona del actual Parque Forestal Nacional, desde entonces se trasladó con su familia allí. Durante la dinastía Ming (1630), Zhang Zaihong, nieto de sexta generación de Zhang Wancong, recibió un puesto de oficial y estableció una oficina gubernamental. Esta zona se convirtió en el territorio hereditario de la familia Zhang, llamado "Zhangjiajie".
Tras la fundación de la República Popular China, se llevó a cabo la reforma agraria y en 1952 se estableció la Villa Zhangjiajie (张家界乡). En 1956, la Villa Zhangjiajie se transformó en la Cooperativa de Producción Agrícola de Zhangjiajie ubicada en el Condado Dayong (大庸县).
En mayo de 1988, el Consejo de Estado acordó elevar a Dayong a ciudad-prefectura. Dada la gran popularidad y reputación del Parque Forestal, en diciembre de 1991, el Gobierno Municipal presentó la Solicitud para el Cambio de Nombre de Dayong a  Zhangjiajie. En abril de 1994, el Consejo de Estado aprobó el cambio de nombre.

## Aeropuerto
El principal aeropuerto de la ciudad es el Aeropuerto internacional Hehua de Zhangjiajie (张家界荷花机场) inaugurado el 18 de agosto de 1994.